# Playce Yaoundé
Le Playce Yaoundé est un centre commercial à Yaoundé au Cameroun. 

## Historique
Il est financé par CFAO . Il ouvre le 6 juillet 2022.

## Caractéristiques
Le mall comprend 12 320 m2 carrés d'espaces commerciaux et de loisirs.

## Enseignes
Carrefour.